# (3445) Pinson
(3445) Pinson est un astéroïde de la ceinture principale.

## Description
(3445) Pinson est un astéroïde de la ceinture principale. Il fut découvert le 16 mars 1983 à la station Anderson Mesa par Ewan Barr. Il présente une orbite caractérisée par un demi-grand axe de 2,69 UA, une excentricité de 0,12 et une inclinaison de 11,3° par rapport à l'écliptique.
L'astéroïde a été nommé en hommage au géologue William Hamet Pinson, Jr. (1919-2008), un professeur émérite au Massachusetts Institute of Technology, surtout connu pour ses recherches portant sur le rapport rubidium-strontium dans les roches et le sol lunaires, les tectites, les météorites et les cratères de météorites.

## Compléments